# Jaguaribara
Jaguaribara este un oraș în statul Ceará (CE) din Brazilia.